# Madina do Boé
Madina do Boé (también conocido por Boé) es un sector y una localidad situada en el Río Corubal asentamiento en la región sudeste de Guinea-Bisáu. capital de facto de Guinea-Bisáu hasta 1974. 
En sus colinas próximas hay depósitos de bauxita y mineral de hierro.

## Historia
Este lugar acogió la sesión inaugural de la Asamblea Nacional Popular el 23 de septiembre de 1973 organizada por el Partido de la Independencia Africana de Guinea y Cabo Verde. Un día después se declaró en este lugar la independencia de Guinea-Bisáu el 24 de septiembre de 1973.
En un principio se planteó como capital reemplazando a Bisáu como símbolo de lucha contra Portugal pero finalmente el plan no avanzó por impracticabilidad económica.
Boé fue la capital de facto de Guinea-Bisáu hasta 1974 cuando Portugal ofreció la independencia a la Guinea portuguesa después de la Revolución de los Claveles en Lisboa, y Bissau fue declarada capital nacional del país recién independizado.